# Stenelmis mexicana
Stenelmis mexicana là một loài bọ cánh cứng trong họ Elmidae. Loài này được Brown miêu tả khoa học năm 1970.